# Umberto Puppini
Umberto Puppini (Bologna, 6 agosto 1884 – Bologna, 21 maggio 1946) è stato un politico italiano.
Essendo prematuramente scomparso suo padre, visse fin dall'infanzia situazioni di ristrettezze economiche. Grazie all'aiuto delle istituzioni benefiche cittadine riuscì a laurearsi in ingegneria all'università degli Studi di Bologna nel 1908 cominciando anche una carriera accademica nel campo dell'idraulica, interrotta dalla partecipazione alla prima guerra mondiale col grado di tenente d'artiglieria. Nel 1923 divenne docente universitario ordinario di idraulica e dal 1927 al 1932 fu direttore della scuola d'applicazione ingegneristica.
Si schierò a favore del Partito Nazionale Fascista e fu l'ultimo sindaco di Bologna, prima della sostituzione della carica con quella di podestà (Legge 4 febbraio 1926, n. 237). In seguito fu sottosegretario al Ministero delle Finanze e ministro delle Comunicazioni nel governo Mussolini (per pochi mesi dal 1934 al 1935) e presidente dell'Agip. Durante gli anni della seconda guerra mondiale abbandonò il fascismo e si dedicò esclusivamente ai suoi studi, che proseguì anche nel dopoguerra. Morì improvvisamente a causa di un infarto nel maggio del 1946 mentre si stava recando all'università per tenere una lezione.
Puppini ha vinto il Prix Boileau per l'anno 1915.